# ایوتا بیلیکووا
ایوتا بیلیکووا (اسلواکی: Iveta Bieliková؛ زادهٔ ۱۷ اوت ۱۹۶۶) بازیکن زن بسکتبال اهل چکسلواکی بود. وی در بازی‌های المپیک تابستانی ۱۹۹۲ شرکت کرده‌است.